# 山崎一保
山崎 一保（やまざき かずやす、1882年（明治15年）5月 - 1944年（昭和19年）3月21日）は、日本の実業家。東洋綿花代表取締役会長や、輸出綿糸布同業会会長を務めた。

## 人物・経歴
京都府出身。1904年東京高等商業学校（現一橋大学）卒業、三井物産入社。1914年同社大阪支店綿花部副部長。1920年に綿花部が東洋綿花として独立すると、同社常務取締役に就任。児玉一造を補佐し、1930年には児玉の後任として専務取締役に就任。同年に児玉が死去すると1934年からは後任として代表取締役会長を務め、輸出綿糸布同業会会長も兼務し、日蘭会商への対応にあたるなどした。

## 親族
妻幸は、在ベルギー一等書記官や外務大臣官房翻訳課長等を務めた竹村本五郎の二女。父は京都の名望家・山崎一道。長女は筧泰彦の夫、次女は小寺明の夫。